# Marsjö
För sjöar med snarlika namn, se: Marsjön
Marsjö är en by vid Marsjön i södra Vingåkers kommun.
Orten gränsar till Byle i Finspångs kommun och där här den gemensamma fotbollsföreningen Marsjö-Byle GoIF har sin hemmaplan.